# Patrick Deneen
Patrick J. Deneen (nascido em 1964) é um teórico político, autor e intelectual público americano, professor de ciência política na Universidade de Notre Dame.  Em 2018, ganhou destaque com a publicação de seu livro, Why Liberalism Failed.

## Vida e carreira
Nascido em 21 de julho de 1964, Deneen foi educado na Rutgers University, obtendo bacharelado em literatura inglesa em 1986. Ele começou seu trabalho de doutorado em ciência política no Comitê de Pensamento Social da Universidade de Chicago, estudando lá por um ano antes de retornar para Rutgers em 1995. Ele lecionou na Universidade de Princeton (1997–2005) como professor assistente. Deneen ingressou no corpo docente da Universidade de Georgetown em 2005 e foi Professor Associado de Governo Tsakopoulos-Kounalakis até 2012. Ele começou seu cargo atual na Notre Dame em 2012.  Sua dissertação, "The Odyssey of Political Theory", recebeu o prêmio Leo Strauss da American Political Science Association de 1995 de Melhor Dissertação em Filosofia Política. 
Deneen é um estudioso da democracia, do liberalismo, do pensamento político clássico e moderno e do pensamento político americano. É autor de cinco monografias, coeditor de três volumes e autor de numerosos artigos acadêmicos. Ele escreveu para publicações como First Things, The American Conservative, The New Atlantis e Front Porch Republic. O livro de Deneen de 2018 , Why Liberalism Failed, foi recomendado pelo ex-presidente Barack Obama como parte de sua lista de leituras de verão.  Obama escreveu que " Por que o liberalismo falhou oferece insights convincentes sobre a perda de significado e de comunidade que muitos no Ocidente sentem, questões que as democracias liberais ignoram por sua própria conta e risco."  O livro de Deneen, de 2023, Regime Change: Toward a Postliberal Future, discute como o liberalismo pode ser substituído por uma forma de conservadorismo pós-liberal que luta pelo "bem comum". 
De 1995 a 1997, foi redator de discursos e conselheiro especial de Joseph Duffey, diretor da Agência de Informação dos Estados Unidos, nomeado pelo presidente Bill Clinton. 
Deneen foi diretor fundador do Fórum Tocqueville sobre as Raízes da Democracia Americana, sediado no Departamento de Governo da Universidade de Georgetown, de 2006 a 2012. O Fórum Tocqueville foi fundado em 2006 “para promover o conhecimento cívico e promover a investigação”. 
Deneen foi editor fundador da revista web Front Porch Republic, da qual continua atuando como editor colaborador.   A revista inspirou-se nos escritos de Wendell Berry, refletidos em seu lema: "Place. Limits. Liberty". Deneen escreveu a primeira postagem do site, publicada em 2 de março de 2009, intitulada "A Republic of Front Porches", que mais tarde foi republicada de forma revisada no livro de 2018 Localism in the Mass Age: A Front Porch Republic Manifesto.   David Brooks em 2012 classificou Front Porch Republic como uma publicação "paleoconservadora" que influencia o futuro do conservadorismo. Ele descreveu seus autores como "suspeitos de grandeza: grandes corporações, grande governo, um grande exército, poder concentrado e riqueza concentrada. Os escritores desse site e da Front Porch Republic, temperamentalmente alinhada, valorizam comunidades estreitas e laços locais. Eles estão alertas para as maneiras pelas quais o capitalismo pode corroer a comunidade, eles são mais Walker Percy do que Pat Robertson." 
Deneen citou uma série de influências para sua forma de comunitarismo católico, incluindo seu orientador de doutorado Wilson Carey McWilliams,  Wendell Berry, Christopher Lasch e Alexis de Tocqueville. 

## Compromissos políticos
Deneen foi palestrante de destaque na National Conservatism Conference de 2019 em Washington, DC. Em seu discurso, ele criticou em parte o conservadorismo nacional, argumentando que o nacionalismo americano tinha sido um objetivo e uma conquista importante de filósofos progressistas como Woodrow Wilson, Theodore Roosevelt e Herbert Croly. Ele apoiou uma nação que fosse ativa no apoio a formas mais locais de associação: "A nação deveria dedicar-se acima de tudo aos esforços para sustentar, fomentar e apoiar as comunidades que a compõem, e para combater, sempre que necessário e possível, as forças modernas que provaram ser tão destrutivos para essas comunidades constitutivas." 
Em setembro de 2019, Deneen deu uma palestra sobre "A Crise da Democracia" no Senado da República Tcheca como parte de uma conferência internacional organizada pelo grupo de reforma eleitoral Institute H21.  Em novembro de 2019, Deneen encontrou-se com o primeiro-ministro húngaro, Viktor Orbán, como parte de uma visita a Budapeste para discutir a tradução húngara de Why Liberalism Failed na Academia de Ciências da Hungria.   
Em junho de 2020, Deneen respondeu às acusações feitas por libertários de falta de lealdade aos princípios fundadores liberais americanos. Acusado de hostilidade ao individualismo dos princípios fundadores americanos por George Will, ele apontou para uma vertente não liberal e mais comunitária na tradição americana. 
Em julho de 2020, Deneen travou dois debates públicos com conservadores libertários. No site The American Compass, Deneen debateu com o ex-CEO da CKE Restaurants, Andrew Puzder, sobre as responsabilidades sociais das corporações, no qual Deneen defendeu maior responsabilidade corporativa cívica, do consumidor e ambiental.  Ele também debateu com o colunista conservador Jonah Goldberg sobre as consequências do liberalismo, argumentando que o liberalismo aumentou o isolamento social, a fragmentação política e a desigualdade económica. 
Em novembro de 2020, ele se juntou ao Conselho Consultivo do Partido de Solidariedade Americana. 

## Obras
- Deneen, Patrick J. (2000). The Odyssey of Political Theory. Lanham, United States: Rowman & Littlefield. ISBN 978-0-8476-9622-2
- Deneen, Patrick J. (2005). Democratic Faith. Princeton, United States: Princeton University Press. ISBN 9780691118710
- Deneen, Patrick J. (2016). Conserving America? Essays on Present Discontents. South Bend, United States: St Augustine's Press. ISBN 9781587319150
- Deneen, Patrick J. (2018). Why Liberalism Failed. New Haven, United States: Yale University Press. ISBN 9780300223446
- Deneen, Patrick J. (2023). Regime Change: Toward a Postliberal Future. New York City: Sentinel. ISBN 9780593086902